# Cercio
Cercio (oficialmente Santiago de Cercio) es una parroquia española del municipio de Lalín, perteneciente a la provincia de Pontevedra, en la comunidad autónoma de Galicia.

## Historia
Hacia mediados del siglo XIX, el lugar, ya por entonces perteneciente a Lalín, tenía contabilizada una población de cien habitantes. Aparece descrito en el sexto volumen del Diccionario geográfico-estadístico-histórico de España y sus posesiones de Ultramar de Pascual Madoz con las siguientes palabras:

CERCIO (Santiago de): felig. en la prov. de Pontevedra (10 leg.), part. jud. y ayunt. de Lalin (1), dióc. de Lugo (10). sit. á la falda oriental del monte Cerrio, con libre ventilacion y clima frio pero saludable. Tiene unas 20 casas repartidas en el l. de su nombre, y en los de Chares y Loucenzo. La igl., dedicada á Santiago, tiene por aneja la de San Martin de Cello, y está servida por un cura, cuyo destino es de entrada, y de provision de S. M. ó del diocesano, segun los meses en que vaca. Confina el térm. con el de la Hijuela, y felig. de Vale. El terreno en lo general es montuoso pero de buena calidad, y abunda en aguas, las cuales utilizan los vecinos para surtido de sus casas, abrevadero de ganados, y otros objetos. La parte inculta cria robles, castaños y otros árboles, con buenas yerbas de pasto. Los caminos son locales y en mediano estado. El correo se recibe en la cap. del part. prod. cereales, legumbres, hortaliza y frutas; mantiene ganado vacuno, de cerda, lanar y cabrio; hay caza de varias clases, y animales nocivos. pobl.: 21 vec. y 100 alm. contr. con su ayuntamiento (V.)
(Madoz, 1846, p. 321)

En 2022, tenía empadronados 191 habitantes.